# Leľa
Leľa este o comună slovacă, aflată în districtul Nové Zámky din regiunea Nitra. Localitatea se află la altitudinea de 127 m deasupra n.m., se întinde pe o suprafață de 8,24 km2 și în 2017 număra 307 locuitori.

## Istoric
Localitatea Leľa este atestată documentar din 1262.

## Demografie
| An:                | 1994 | 2004   | 2014    | 2024   |
| ------------------ | ---- | ------ | ------- | ------ |
| Număr de persoane: | 376  | 400    | 323     | 318    |
| Diferență:         |      | +6,38% | −19,25% | −1,54% |

| An:                | 2023 | 2024   |
| ------------------ | ---- | ------ |
| Număr de persoane: | 319  | 318    |
| Diferență:         |      | −0,31% |